# Kadetrenden
Kadetrenden (danska) eller Kadetrinne (tyska) är en farled i Östersjön, mellan Falster i Danmark och Darss i Tyskland.